# 散歩

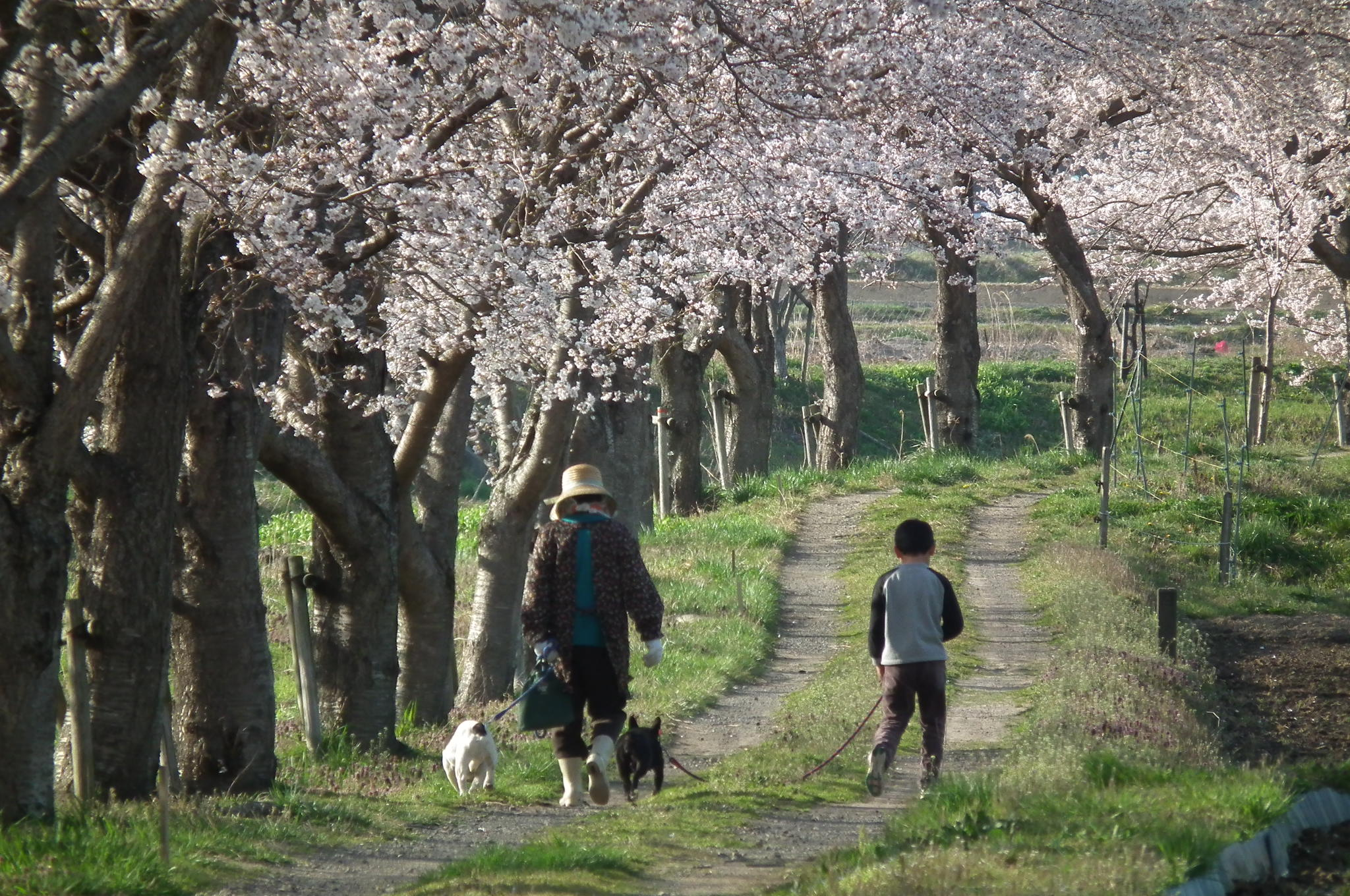
サクラの木下の散歩（武庫川上流）

散歩（さんぽ、英: a walk, a stroll, a turn、仏: promenade）とは、気晴らしや健康などのために、ぶらぶらと歩くことである。散策（さんさく）、そぞろ歩き、逍遥（しょうよう）ともいう。

## 概要

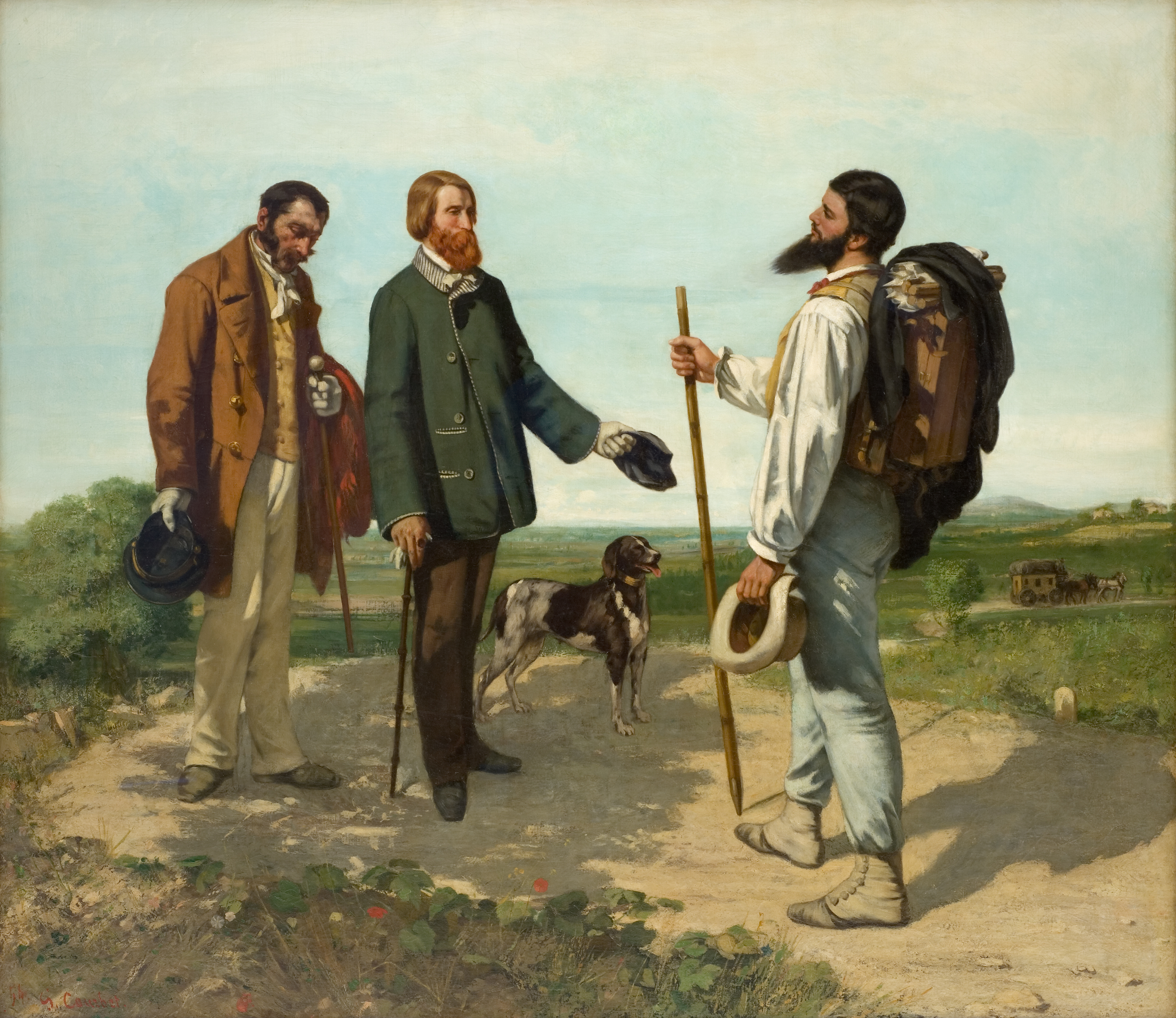
散歩中に挨拶を交わす男性たち

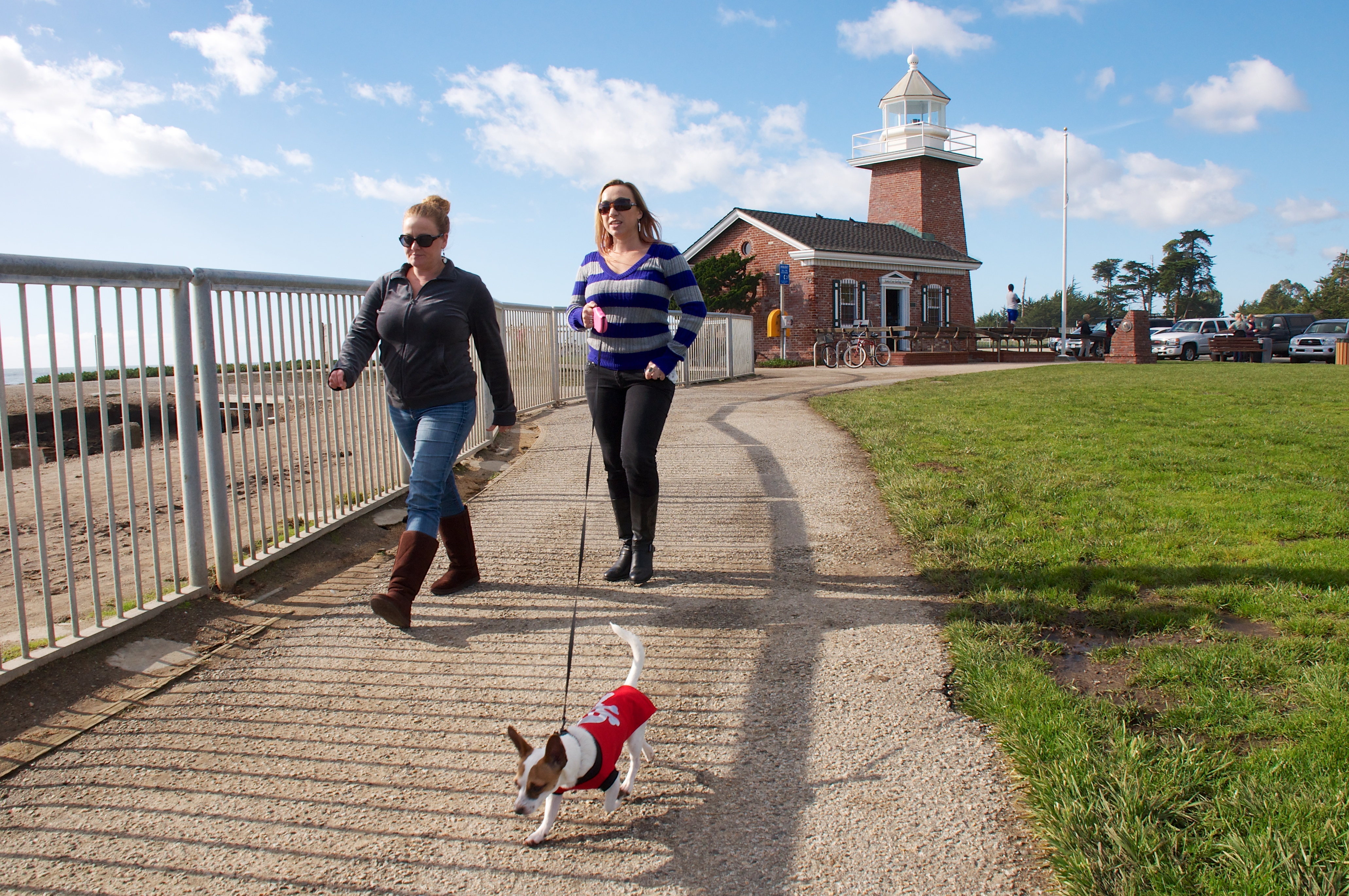
犬と散歩する女性

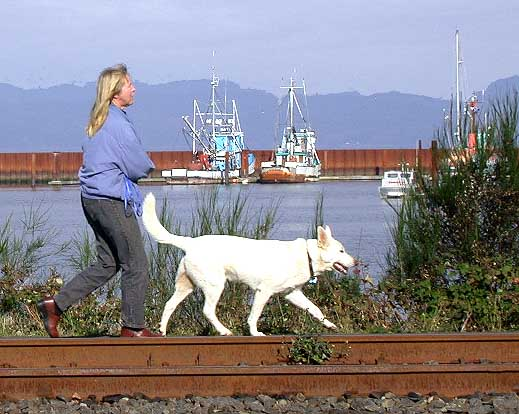
イヌと散歩する女性

散歩とは、気晴らしや健康などのために、ぶらぶらと歩くことである。散歩というのは、多くの場合、自宅や滞在している場所などの周辺を、とりとめもなく、ぶらぶらと歩くことを言う。
「散歩」というのは、健康増進を明確な目的とした近年「ウォーキング」と呼ばれる行為と重なる部分はあるが、「散歩」のほうは、ただの気晴らし目的がありうる、という点でそれとは異なった概念である。また「ハイキング」とも用法が異なる。
散歩をする理由は、人により、またその時々の状況により、さまざまである。辞書の説明文に「気晴らし」とも挙げてあるように、例えば、自宅の部屋に籠って仕事をしていて「根を詰め」がちな人などの場合は、「散歩」として、部屋から出ることで、ひととき仕事のことも忘れることができ、良い気晴らし（ストレスの発散）になるので散歩をする人もいる。また、散歩中に触れたり見たり、聞いたり、匂いを感じたりできる自然（木々、花々、植栽、鳥とそのさえずり 等々）が好きで、明るい気持ちになるので散歩する人もいる。散歩経路の途中にある公園、神社仏閣を楽しむ人もいるし、家並みや、店舗のウィンドウなどをなんとなく眺めて楽しむ人もいる。散歩中に偶然出会う人と会話（コミュニケーション）を楽しむ人もいる。建物の中に籠っていると、脚の運動が足りなくなりがちで、脚が弱りがちなので、ともかく脚を使うために散歩する人もいる。屋外の新鮮な空気を吸うために散歩する人もいる。
肥満の防止のために散歩をする人もいる。特に心肺機能の衰えが出始めた高齢者や病み上がりの人、あるいは循環器系障害のある人の健康維持に、散歩を勧める医療関係者もいるし、適度な散歩は睡眠をうながす作用もあるとして不眠症に悩む人に散歩が勧められることもあり、そうしたアドバイスに従って散歩をしている人もいる。健康のためには、1日平均8,000歩以上で、その内、速歩き等が20分以上含まれていると効果的であるとの研究結果がある。
散歩は、走らず行うことができ、ジョギングやランニングよりもひざへ負担が小さく、運動不足の人が無理をせず身体を動かすのに適している。歩数計をつけて数値で量を把握して楽しむ人もいる。

### 散歩と思索
アリストテレスは弟子たちと散歩しつつ語らうことを好んだといい、そこからアリストテレスのグループ（学派）は「逍遙学派」と呼ばれた。18-19世紀ドイツの数学者ガウスも散歩をしつつ数学について考えることを好み、さかんに歩きながら考え、すると良いアイディアが浮かんだ、という。思想家ジャン＝ジャック・ルソーも散歩を好んだらしい。『孤独な散歩者の夢想』という題名の書も残した。京都には、散歩に適した「哲学の道」という小道があるが、かつて京都学派の哲学者、西田幾多郎や田辺元らが散策していたといい、現在でも周辺の大学の教員や学生たちが散歩をしつつ語らっている風景が見られることがある。

### 乳幼児
乳幼児では、ベビーカーに乗せられるなどして散歩させられることがある、これは日光浴にもなり、ビタミンDの生成を促し、乳児の成長に欠かせないと考えられており、戸外に出る事で音や光といった様々な刺激をうけ精神的な成長にもよいなどとされ、育児書などで奨められている。保護者の気晴らしを兼ねて行われる。ただし過度の日照や事故には気をつけて、適度な時間にとどめる。

### 児童
児童にも散歩は健康維持に有効であるといえよう。ただし、児童の場合は戸外での遊びとの区別はつき難く、往々にして「遊び歩く」といった状態になる。安全確保の面から、児童の散歩の際には防犯ブザーや携帯電話などを持たせる保護者も多い。

### 散歩人気の高まり
近年では、人々がすぐ近くの移動でも鉄道や自動車に頼りがちで、統計的に見て昔に比べて歩く量が減っていることが指摘されている。
おまけにコンビニエンスストアの数が増え近所にある人も増えたので、ますます歩く量が減る傾向がある。
散歩は、お金を（ほとんど）かけず行うことができ、脚力の維持もでき、良い気分転換にもなるので、日本では、健康に対する意識の高まりもあり、お金のかからない趣味の1つとして、散歩の人気が高まってきた。
散歩は高齢者にとっても適した活動である。日本では高齢化が進んでいるが、高齢者が散歩をすることにより、脚力を維持し、寝たきり予防に効果がある。
また、行った事がない場所に行く事が脳の刺激になり、ボケ予防にも効果があることが発見され、その意味でも散歩が注目されることも多い。

### 散歩番組
日本では散歩人気の高まりを受けて、散歩に関するテレビ番組がいくつか作られ、視聴率もそれなりの水準に達した。その結果、いくつものテレビ局が散歩番組を制作するようになった。例えば次のような番組がある。
- ちい散歩 - 若大将のゆうゆう散歩 - じゅん散歩（散歩シリーズ、木曜・金曜散歩）
- ぶらり途中下車の旅
- ブラタモリ(ブラブラ散歩するが、毎度「お題」（質問）が設定され、途中にあらかじめ先生役のガイドを配置しており、地質学や歴史に関する知識を深める)
- 鶴瓶の家族に乾杯（散歩するが、「家族」を探しつつ散歩している）
- 世界ふれあい街歩き（散歩と海外観光の融合した番組）
- さんぽサンデー
- 見参!アルチュン
- モヤモヤさまぁ〜ず2
- 有吉くんの正直さんぽ
- なりゆき街道旅
- 岡崎体育の京の観察日記(2020年1月〜、KBS京都他)

### 注意点
- 交通事故には気をつける必要がある。夕方や夜間の散歩では、懐中電灯を持って散歩をする人も多い。服装は、明るい色や反射材の着用が勧められる。

- ひったくりや痴漢など犯罪に巻き込まれないように、防犯ブザーや防犯スプレーを携帯する人もいる。

- 携帯音楽プレーヤーなどのイヤホンで周囲の音が聞こえないと、事故や犯罪に巻き込まれる可能性が増す。

- 知らない土地では迷わないようナビを使う場合は、歩きスマホにならないよう、操作する時は道幅の広い所で立ち止まって、他の通行人の邪魔にならないよう配慮する。

- 認知症の高齢者は、散歩に行くつもりが道に迷ってしまい、帰宅できなくなるケースがある。介助者が同伴したり、携帯電話やGPS端末を持たせるなどのサポートが必要になる。

- 満腹時の散歩は食べ物の消化が悪くなるので控える。極度の空腹も危険。また、夏場は熱中症に注意し、飲み物を持参するのが望ましい。

## 語源
中国の三国時代に、五石散という粉末薬が貴族や文化人の間で滋養強壮薬として流行した。名前のとおり主材料は五石（石鐘乳、紫石英、白石英、石硫磺、赤石脂）であり、服用すると体が熱くなる（散発）のだが、散発がないと体に毒が溜まり害になるとされた。そのため、散発を促すべく歩き回るようになった（行散）。散発のために歩くことを散歩というようになり、これが転じてただ歩くことを散歩というようになった。しかし、散発があろうがなかろうがひどい中毒症状が出るため、命を落とす者も多くいたという。